# Syngnathus fuscus
Syngnathus fuscus és una espècie de peix de la família dels singnàtids i de l'ordre dels singnatiformes.

## Morfologia
- Els mascles poden assolir 33 cm de longitud total.[1][2]

## Reproducció
És ovovivípar i el mascle transporta els ous en una bossa ventral, la qual es troba a sota de la cua.

## Depredadors
Als Estats Units és depredat per Morone saxatilis, Pomatomus saltatrix i Centropristis striata.

## Hàbitat
És un peix de clima subtropical que viu entre 5-366 m de fondària.

## Distribució geogràfica
Es troba des del Golf de Sant Llorenç (Canadà) fins al nord-est de Florida (Estats Units) i el nord-oest del Golf de Mèxic.